# Abakawir
Abakawir – organiczny związek chemiczny, lek, będący nukleozydowym inhibitorem odwrotnej transkryptazy, stosowany w połączeniu z innymi lekami w leczeniu
zakażenia HIV-1.

## Mechanizm działania
Abakawir jest analogiem guanozyny. Po ufosforylowaniu w komórce do czynnego metabolitu – trifosforanu 5'-karbowiru – hamuje odwrotną transkryptazę wirusów HIV. Jest on stosunkowo silnym inhibitorem tego enzymu włączając szczepy wirusa HIV-1 ze zmniejszoną wrażliwością na zydowudynę, lamiwudynę, zalcytabinę, didanozynę czy newirapinę, następstwem czego jest zakończenie łańcucha i przerwanie cyklu replikacji wirusa. Dobrze przenika do płynu mózgowo-rdzeniowego. Badania in vitro wykazały synergizm abakawiru z zydowudyną, newirapiną i amprenawirem w blokowaniu namnażania się wirusa. W badaniach klinicznych działanie przeciwwirusowe abakawiru utrzymywało się minimum 48 tygodni. W szczepach opornych charakterystyczne są mutacje K65R i Y11F. W przypadku zaistnienia oporności na kilka leków z grupy nukleozydowych inhibitorów odwrotnej transkryptazy i włączenia do terapii akabawiru oporność ta nie występowała.

## Farmakokinetyka
Abakawir jest substancją dobrze rozpuszczalną w wodzie i lipofilową, dzięki czemu ma dobrą biodostępność (83% po podaniu doustnym) oraz przenika do ośrodkowego układu nerwowego W krążeniu osiąga maksymalne stężenie po 1 h, a jego okres półtrwania wynosi 0,8–1,5 h. Z białkami osocza wiąże się w 50%. Jest on metabolizowany przez dehydrogenazę alkoholową i transferazę glukuronianową do nieczynnych metabolitów. Jest wydalany z moczem, w tym kilka procent w postaci niezmienionej.

## Wskazania
Abakawir jest stosowany w zakażeniu HIV i pełnoobjawowym AIDS jako składnik terapii wielolekowej. Podobnie jak inne leki stosowane w zakażeniu HIV, nie powinien być stosowany w monoterapii.

## Przeciwwskazania
- nadwrażliwość na abakawir
- ciężkie zaburzenia czynności wątroby

## Środki ostrożności
1. Przed rozpoczęciem leczenia powinno się przeprowadzić badanie obecności alleli HLA-B*5701 u każdego pacjenta, niezależnie od pochodzenia rasowego. Abakowiru nie należy stosować u chorych, o których wiadomo, że są nosicielami alleli HLA-B*5701, chyba że nie są dostępne inne możliwości terapeutyczne.
2. Pacjenci u których podczas leczenia zostanie rozpoznana reakcja nadwrażliwości muszą natychmiast odstawić preparat i nie wolno im już go podawać w przyszłości.
3. Pacjent musi być świadomy możliwości wystąpienia reakcji nadwrażliwości, której skutkiem może być stan zagrożenia życia lub zgon.
4. Należy przypomnieć pacjentowi o konieczności wyjęcia Karty Ostrzeżeń z opakowania i noszenia jej zawsze przy sobie.
5. U pacjentów z przewlekłym wirusowym zapaleniem wątroby typu B lub C, poddawanych skojarzonemu leczeniu przeciwretrowrusowemu występuje zwiększone ryzyko występowania ciężkich, o możliwym śmiertelnym przebiegu, działań niepożądanych.
6. Preparat w postaci roztworu doustnego zawiera sorbitol – nie powinien być stosowany u pacjentów z rzadkimi, dziedzicznymi zaburzeniami nietolerancji fruktozy. Sorbitol może mieć nieznaczny efekt przeczyszczający.
7. Nie zaleca się stosowania preparatu u kobiet w ciąży. Można stosować jedynie w wypadku, gdy korzyść dla matki jest większa niż potencjalne zagrożenie płodu.

## Interakcje
Istnieje małe ryzyko interakcji z przeciwretrowirusowymi inhibitorami proteazy (np. Indynawir, Amprenawir, Atazanawir czy Typranawir) i innymi lekami metabolizowanymi z udziałem głównych enzymów P450. Wiadomo, że etanol hamuje jego metabolizm i w wyniku tego zwiększa jego stężenie.

## Działania niepożądane
W badaniach klinicznych u około 5% pacjentów przyjmujących abakawir ujawniła się reakcja nadwrażliwości która w kilku przypadkach była zagrażająca życiu i zakończyła się zgonem mimo środków ostrożności. Charakteryzuje się ona występowaniem gorączki i (lub) wysypki (zwykle plamkowo-grudkowa lub pokrzywkowa).
Ponadto mogą wystąpić:
- nudności, wymioty, brak łaknienia
- biegunka
- ból głowy,
- gorączka,
- letarg, osłabienie,
- zapalenie trzustki,
- rumień wielopostaciowy, zespół Stevensa-Johnsona,
- toksyczna martwica rozpływna naskórka.

Podczas stosowania były stwierdzane przypadki kwasicy mleczanowej.

## Dawkowanie

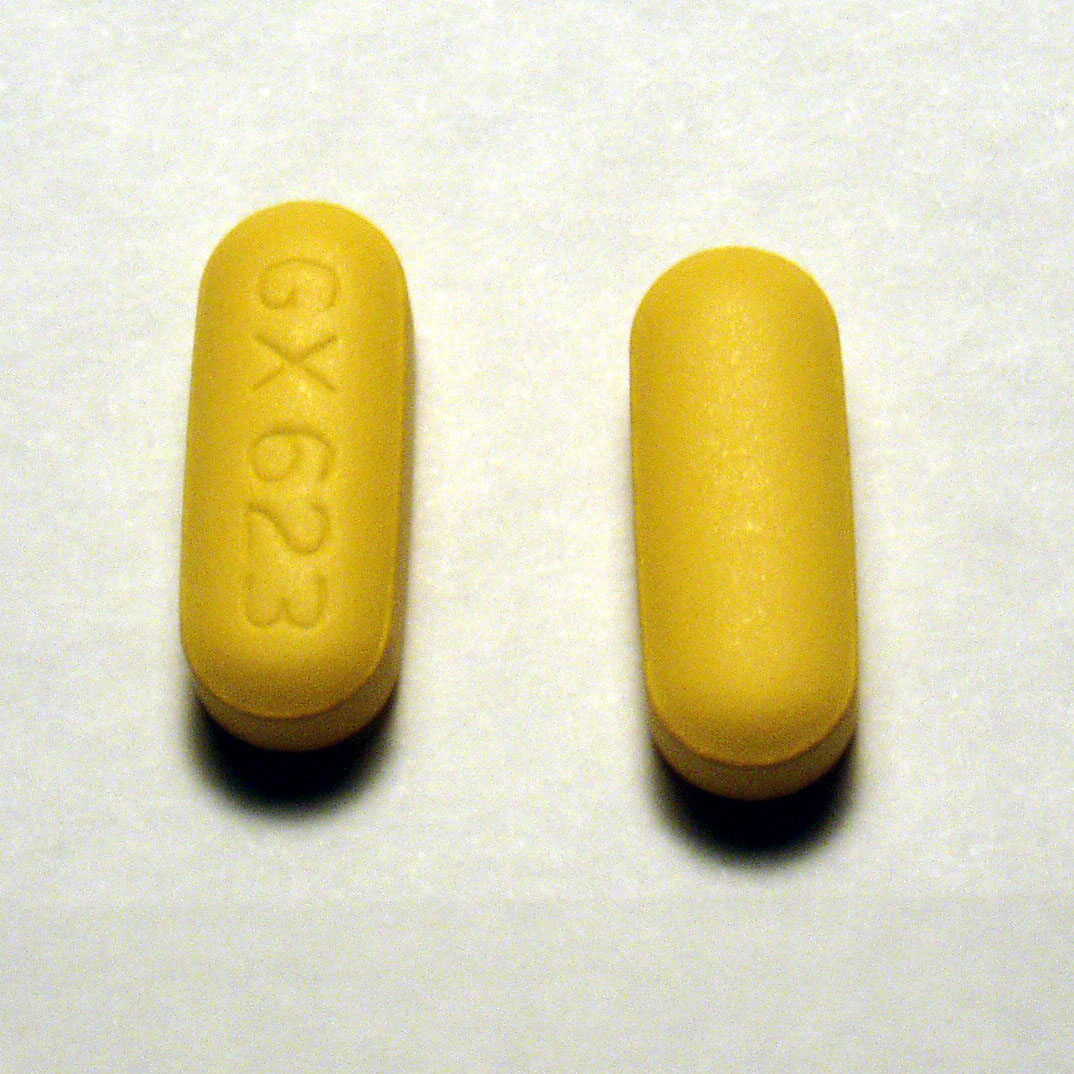
tabletki Ziagenu

Preparat powinien być przepisywany przez lekarzy doświadczonych w leczeniu zakażeń HIV. Dorośli i młodzież powyżej 12 lat: zalecana dawka wynosi 600 mg na dobę. Może być przyjęta w całości lub 2 razy dziennie po 300 mg. Dzieci o masie ciała co najmniej 30 kg: tak jak u dorosłych. Dzieci od 3 miesięcy do 12 lat: zalecana dawka wynosi 8 mg/kg masy ciała dwa razy na dobę, maksymalnie do 600 mg. Nie jest konieczna modyfikacja dawki preparatu u pacjentów z zaburzoną czynnością nerek, jednak lek nie jest zalecany u chorych w końcowym stadium ich niewydolności. Preparat można stosować na czczo lub w trakcie posiłków.

## Preparaty
Dostępne w Polsce:
- Ziagen – Glaxo Group – tabletki powlekane 300mg; 60 szt.
- Ziagen – Glaxo Group – roztwór doustny 20mg/mg; butelka 240ml
- Kivexa – Glaxo Group – (Abakawir + Lamiwudyna) tabletki powlekane 600mg + 300mg; 30 szt.
- Trizivir – Glaxo Group – (Abakawir + Lamiwudyna + Zydowudyna) tabletki powlekane 300mg + 150mg + 300mg; 60 szt.